# Cymbidiella pardalina
Cymbidiella pardalina là một loài thực vật có hoa trong họ Lan. Loài này được (Rchb.f.) Garay mô tả khoa học đầu tiên năm 1976.

## Hình ảnh

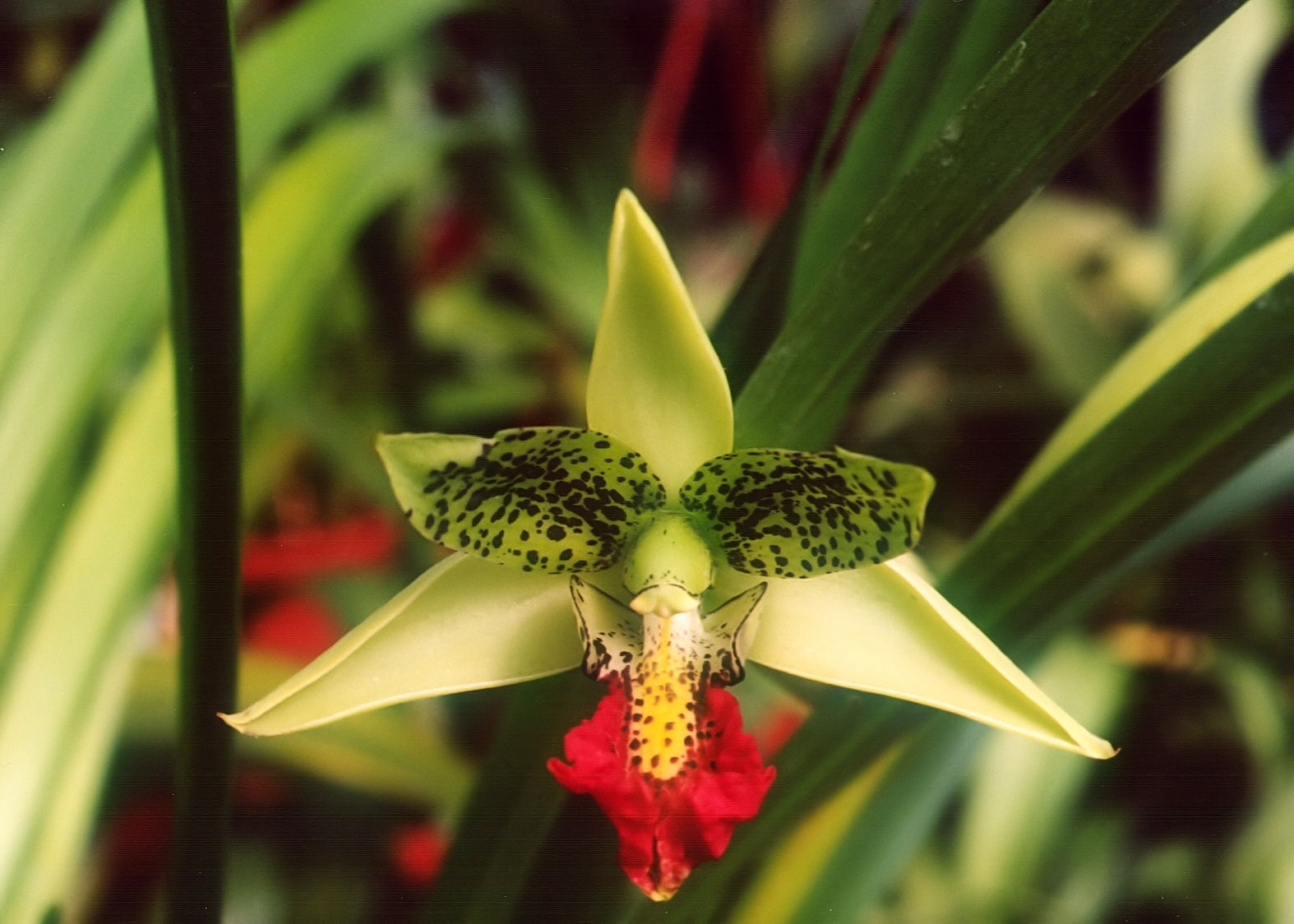
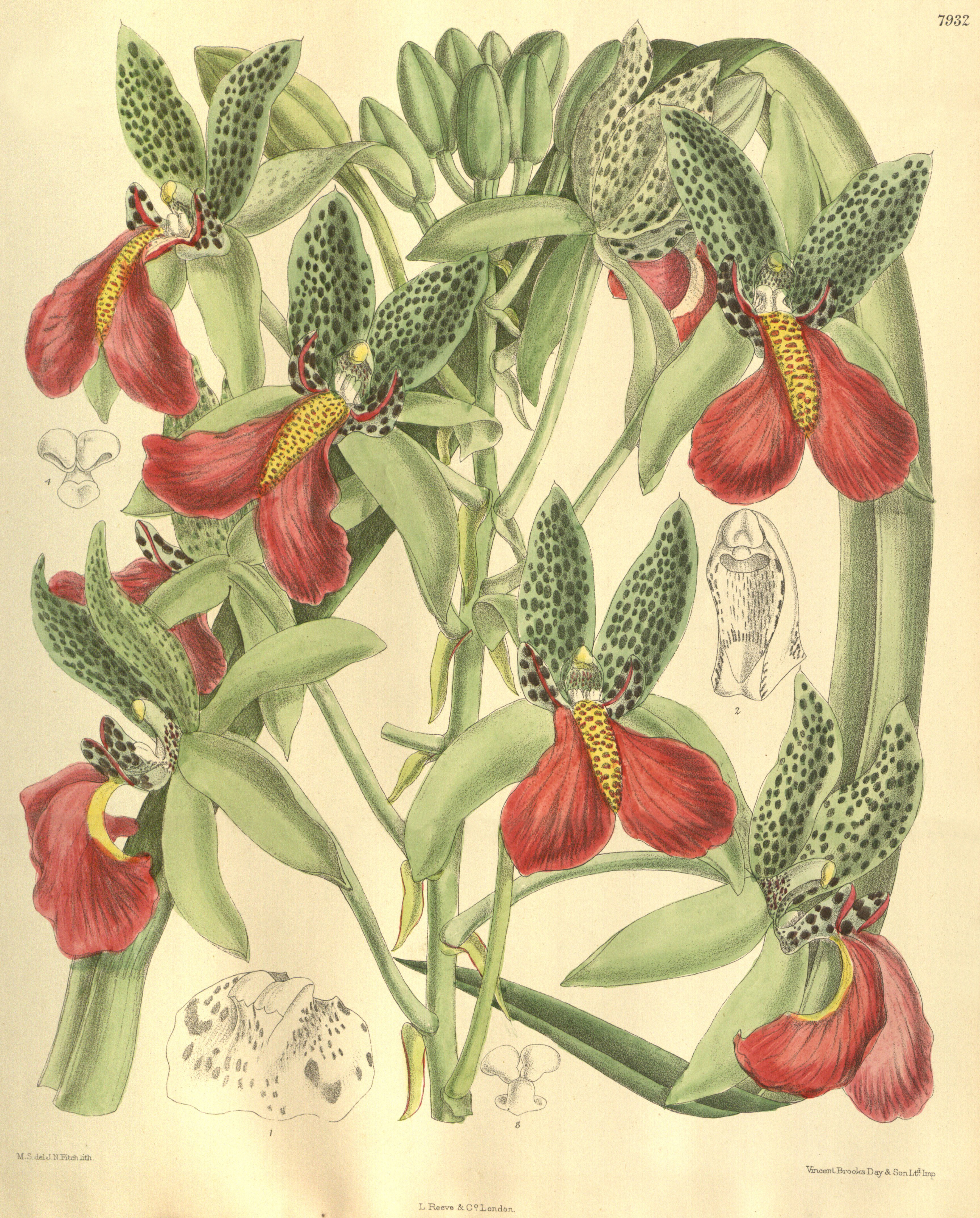
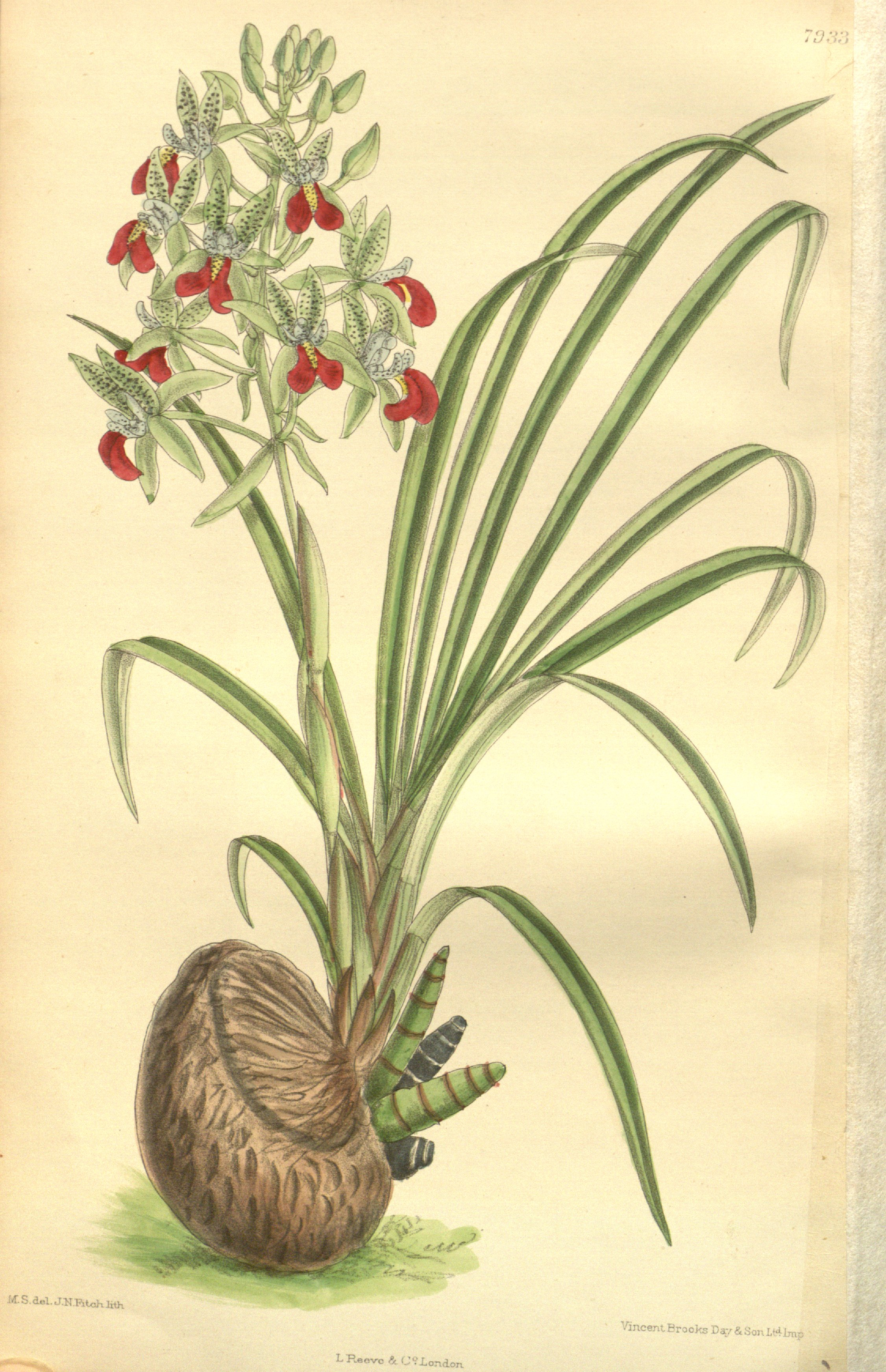
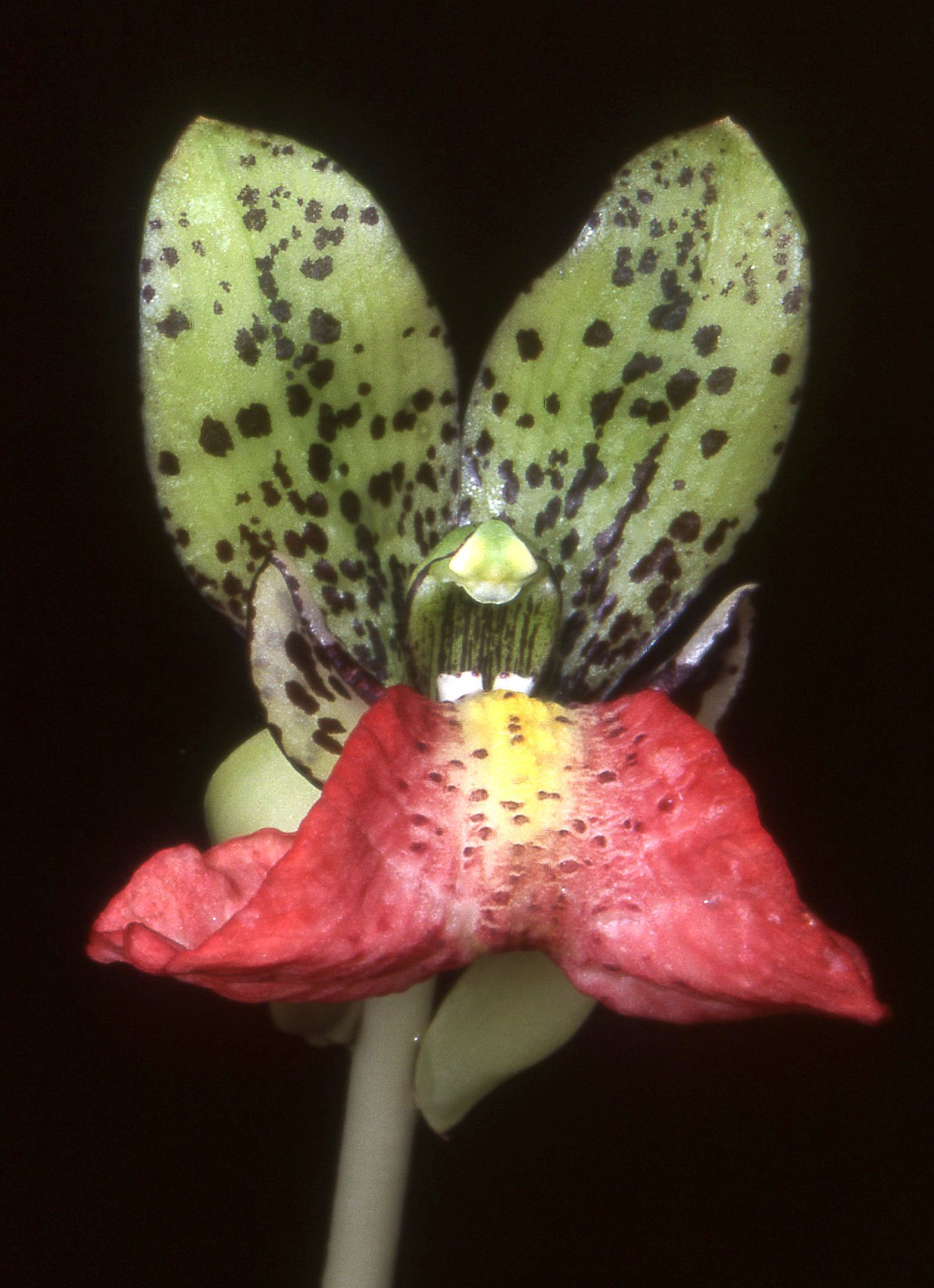